# Monnina oblongifolia
Monnina oblongifolia är en jungfrulinsväxtart som beskrevs av Arech.. Monnina oblongifolia ingår i släktet Monnina och familjen jungfrulinsväxter. Inga underarter finns listade i Catalogue of Life.